# Arrondissements de Vaucluse

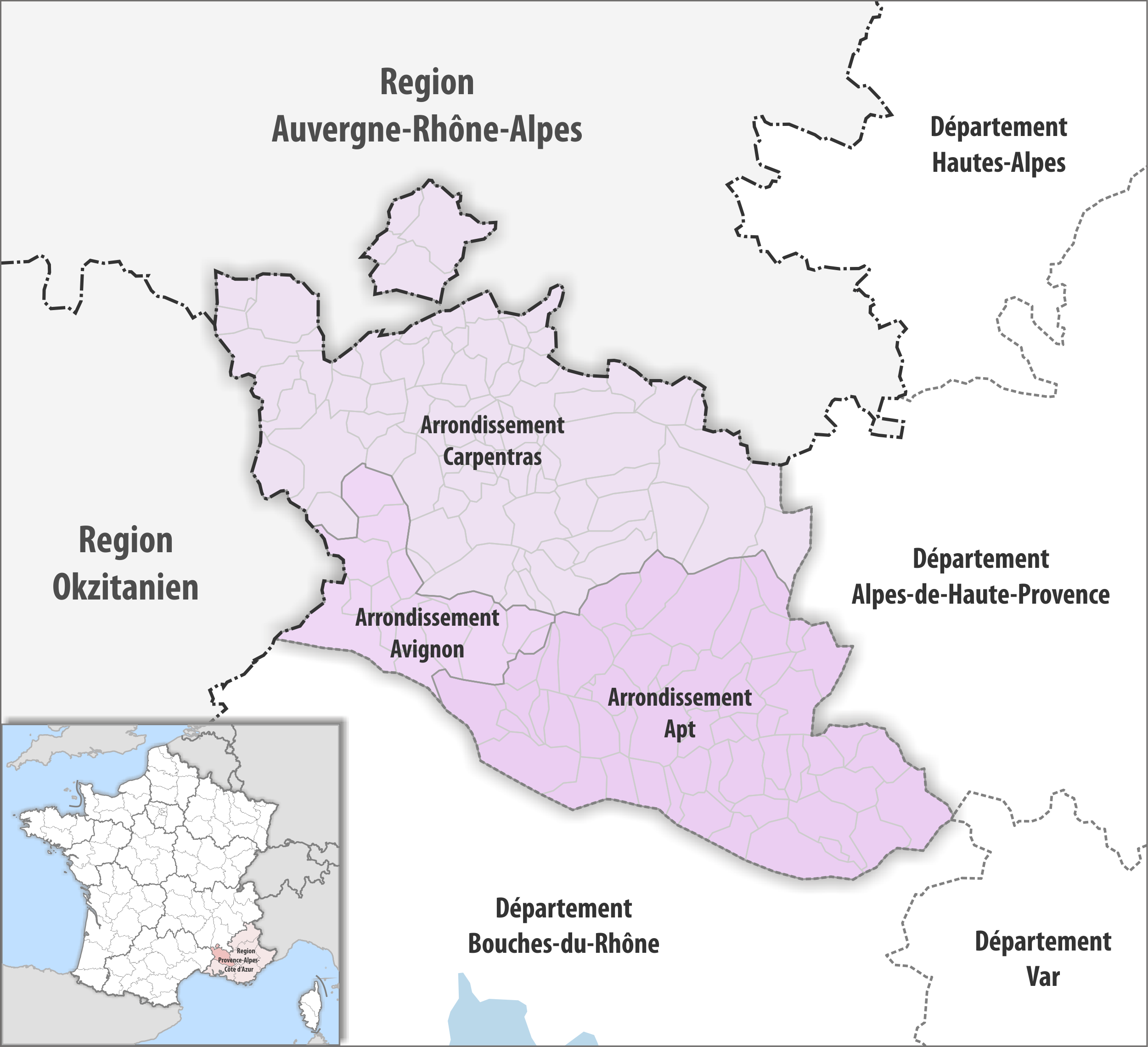
Les arrondissements de Vaucluse en 2019.

Le département de Vaucluse comprend trois arrondissements.

## Composition
| Nom                          | Code Insee | Superficie (km2) | Population (dernière pop. légale) | Densité (hab./km2) | Modifier             |
| ---------------------------- | ---------- | ---------------- | --------------------------------- | ------------------ | -------------------- |
| Arrondissement d'Apt         | 841        | 1 390,60         | 127 798 (2022)                    | 92                 | modifier les données |
| Arrondissement d'Avignon     | 842        | 369,70           | 213 587 (2022)                    | 578                | modifier les données |
| Arrondissement de Carpentras | 843        | 1 807,00         | 227 317 (2022)                    | 126                | modifier les données |
| Vaucluse                     | 84         | 3 567,00         | 568 702 (2022)                    | 159                | modifier les données |

## Histoire
- 1791 : rattachement d'Avignon et du Comtat Venaissin à la France
- 1792 : création de deux districts : Avignon, Carpentras dépendant respectivement des Bouches-du-Rhône et de la Drôme
- 1793 : création du département de Vaucluse avec quatre districts : Apt, Avignon, Carpentras, Orange
- 1800 : création des arrondissements : Avignon, Apt, Carpentras, Orange
- 1926 : suppression de l'arrondissement d'Orange
- 1926 : la sous-préfecture d'Apt est déplacée à Cavaillon ; l'arrondissement de Cavaillon prend la place de celui d'Apt
- 1933 : la sous-préfecture de Cavaillon est déplacée à Apt ; retour de l'arrondissement d'Apt
- 2017 : le découpage des arrondissements est modifié au 1er janvier afin de l'harmoniser avec le découpage intercommunal[1].

## Anciens arrondissements de Vaucluse (avant 1926)
- Ancien arrondissement d'Avignon (5 cantons) :
  - ancien canton d'Avignon-Nord
  - ancien canton d'Avignon-Sud
  - canton de Bédarrides
  - canton de Cavaillon (rattaché en 1926 à l'arrondissement d'Apt)
  - canton de L'Isle-sur-la-Sorgue (anciennement dénommé canton de L'Isle)

- Ancien arrondissement d'Apt (5 cantons) :
  - canton d'Apt
  - canton de Bonnieux
  - canton de Cadenet
  - canton de Gordes
  - canton de Pertuis

- Ancien arrondissement de Carpentras (5 cantons) :
  - canton de Carpentras-Nord
  - canton de Carpentras-Sud
  - canton de Mormoiron
  - canton de Pernes-les-Fontaines (anciennement nommé canton de Pernes)
  - canton de Sault

- Ancien arrondissement d'Orange (7 cantons) :
  - canton de Beaumes-de-Venise (anciennement nommé canton de Beaumes) (rattaché en 1926 à l'arrondissement d'Avignon)
  - canton de Bollène (rattaché en 1926 à l'arrondissement d'Avignon)
  - canton de Malaucène (rattaché en 1926 à l'arrondissement de Carpentras)
  - canton d'Orange-Est (rattaché en 1926 à l'arrondissement d'Avignon)
  - canton d'Orange-Ouest (rattaché en 1926 à l'arrondissement d'Avignon)
  - canton de Vaison-la-Romaine (anciennement nommé canton de Vaison) (rattaché en 1926 à l'arrondissement de Carpentras)
  - canton de Valréas (rattaché en 1926 à l'arrondissement d'Avignon)